# Охта (приток Невы)
О́хта — река на северо-востоке Санкт-Петербурга и во Всеволожском районе Ленинградской области, крупнейший правый приток реки Невы в черте города, впадает в неё у бывшего Петрозавода. Самое раннее упоминание о реке Охта встречается в Первой Новгородской летописи под 1300 годом. В конце XVIII — начале XX века по Охте проходила граница Санкт-Петербургского и Шлиссельбургского уездов.

## Этимология
Название реки имеет финно-угорское происхождение и восходит к фин. и карел. ohta со значением «медведь», либо имеет терминологическое образование, где фин. и карел. oksa, саам. oakse — «ветвь, приток» со временем модифицировалось в Охта.

## География

### Общие сведения
Исток — в районе Лемболовской возвышенности (Всеволожский район Ленинградской области). Направление течения — с севера на юг, Охта впадает в Неву в 12,5 км от её устья. Верхняя часть, до впадения левобережного притока — реки Оккервиль, — иногда называется Большая Охта.
Относится к бассейну Балтийского моря (Охта — Нева — Невская губа — Финский залив). Длина 90 км, ширина 10-50 м, глубина 0,5-5,5 м, площадь водосбора 768 км², средний уклон реки — 1,4 ‰, средний уклон водосбора — 12,3 ‰. Густота речной сети бассейна Охты равна 1,29 км/км². Бассейн р. Охты с северо-запада и запада граничит с бассейнами рек восточного побережья Финского залива (Сестра), с северо-востока — с бассейнами рек Ладожского озера (река Морье) и с востока — с верхними притоками Невы. Истоки реки Охты расположены на склоне водораздельной северной возвышенности на высоте порядка 130 м над уровнем моря. За начало реки принято считать соединение двух ручьёв, ниже слияния которых долина хорошо разработана, имеет ширину порядка 50-80 м. Рельеф центральной и южной частей бассейна равнинный; в северной — беспорядочно разбросанные холмы чередуются с грядами и котловидными понижениями, часто заболоченными.
Долина реки неясно выраженная, пойма отсутствует. Русло реки хорошо врезанное, слабоизвилистое, шириной в нижнем течении 40-60 м. Берега крутые, высотой 4-5 м над уровнем воды в межень. Дно ровное, сложено суглинками, илистое.
- Грунты:
  - в верхней части бассейна преимущественно песчаные;
  - в нижней — суглинистые и глинистые,
  - на болотах — торфянистые;
- залесённость бассейна — 37 %. Наибольшее количество лесов сосредоточено в верхней части бассейна;
- заболоченность — 9 %;
- озёрность — 1 %.

### Притоки
В верховьях, у деревни Елизаветинка, Охта протекает через озеро искусственного происхождения (водохранилище) — Елизаветинское озеро. Ниже, у деревни Сарженка, в 70 километрах от устья справа в Охту впадает первый значительный приток.
- Харвази, длина реки 12 километров.

Ниже Охта протекает по деревне Вартемяги, раскинувшейся по обоим её берегам. В среднем течении на 49 километре от устья слева в Охту впадает второй по величине приток.
- Пипполовка, длина реки 25 километров.

Далее по берегам реки стоят населённые пункты: Токсово, Сярьги, Аудио, Варкалово, Энколово, Капитолово, Лаврики, Новое Девяткино, Мурино. На этом участке в Охту впадает несколько небольших речек и ручьёв.
- Токса (впадает слева у деревни Аудио).
- Каменный ручей (впадает слева на участке между деревнями Капитолово и Лаврики).
- Капральев ручей (впадает слева ниже бывшего посёлка Медвежий Стан).

Далее река протекает по территории Санкт-Петербурга. Первый значительный приток в черте города впадает с правой стороны в районе бывшей деревни Новая.
- Муринский ручей, берёт начало в лесопарке Сосновка, длина 8,7 километра.

Далее на реке начинается Охтинское водохранилище площадью 1,08 км², наиболее крупный приток впадает в водохранилище с правой стороны.
- Безымянный ручей, длина 6,1 километра.

Устьевая часть Охты, ниже водохранилища, находится под влиянием подпора уровней воды со стороны Невы. На этом участке в Охту слева впадает три крупных притока, берущих начало рядом с Колтушской возвышенностью.
- Лубья (с 1727 по 1770 г. называлась Малая Охта[4][5][6][7][8], самый крупный приток, впадает слева в 8 километрах от устья в районе Ильинской слободы), длина реки 26 километров.
- Жерновка (Лапка), впадала ранее в Охту слева в 6 километрах от устья (нижнее течение притока в конце 1970-х засыпано; ныне впадает в коллекторе, в районе Ладожского парка), длина реки составляла 10 километров.
- Оккервиль (с 1770 по 1849 г. тоже называлась Малая Охта, впадает слева в 1,8 километра от устья в районе Уткиной дачи), длина реки 18 километров.

Суммарная площадь водосбора трёх последних притоков по отношению ко всему бассейну Охты составляет 35,5 %.

### Ржевский гидроузел
В 9 км от устья расположен Ржевский гидроузел с Охтинским водохранилищем, образованным Охтинской плотиной. Водохранилище руслового типа, протяжённостью 5,1 км. В верхней части его ширина — 120 м, у плотины — 200—250 м. Максимальная глубина 6,2 м. Полезный объём водохранилища составляет около 4-х млн кубических метров. В течение многих лет Ржевский гидроузел как гидротехническое сооружение находился в предаварийном состоянии. Были сильно изношены механизмы управления водопропускными устройствами. Через тело плотины постоянно просачивалась вода, и она мола не выдержать напора в условиях сильных паводков. При прорыве плотины на пойме и в русле реки возможно возникновение размывов, которые могут привести к разрушению промышленных и гражданских объектов, находящихся в прибрежной зоне. Поскольку в ложе Охтинского водохранилища и в реке образовалось многолетнее скопление больших масс донных отложений, обогащённых высокотоксичными химическими веществами, существует серьёзная экологическая угроза в случае прорыва плотины гидроузла для ниже расположенных участков реки Охты и участка Невы вблизи её устья.
В 2013—2015 гг. плотина была реконструирована. Были проведены работы по замене всего монолита и подъёмного оборудования плотины. Зеленые насаждения были полностью вырублены и заменены утрамбованной землёй, на которой установлен каменный цветок, выполненный из сложенных по оси каменных жерновов, оставшихся от плотины времён Российской империи. По периметру плотины установлен забор. В 2018 году по реконструированной плотине официально открыт проезд.

### Экология
В 2011 году в «Ежегоднике качества поверхностных вод РФ» Гидрохимического института Росгидромета РФ Охта была названа наиболее загрязнённым водным объектом в Балтийском гидрографическом районе; вода в реке была классифицирована как «грязная» (4-й класс загрязнения, разряды а, б). Среди загрязняющих веществ — соединения марганца, кадмия, железа, меди, нитритный азот, легкоокисляемые и трудноокисляемые органические вещества, также был обнаружен глубокий дефицит растворённого в воде кислорода. На начало 2008 года насчитывалось 67 предприятий, сливающих отходы в Охту. Как сообщает Росприроднадзор, «сточные воды поступают в реку Охту, ручей Горелый без очистки». По данным ГУП «Водоканал Санкт-Петербурга», общий объём неочищенных сточных вод, поступающих в Охту и её притоки, составляет около 50 тыс. кубометров в сутки. При этом в ведении «Водоканала» находится около половины прямых впусков, остальные обслуживаются промышленными предприятиями и организациями района. На состояние Охты также негативно влияет загрязнение её притоков. Например, в ходе исследования проб воды из ручья Кабаниха, отсутствующего в реестре Росводресурсов, было обнаружено превышение допустимой нормы концентрации химических веществ в несколько раз, а также наличие трансжиров.
К 2015 году планировалось завершение строительства Охтинского коллектора, способного ликвидировать около 15 тысяч кубометров неочищенных сточных вод в сутки. В июне 2015 года был выбран подрядчик, обязующийся завершить строительство коллектора к концу 2020 года. В октябре было возбуждено уголовное дело о мошенничестве по результатам конкурса на строительство.
Строительство Охтинского канализационного коллектора осуществляется в три этапа. На 2021 год трасса коллектора проходит преимущественно по левому берегу реки Охта, от проспекта Шаумяна к проспекту Энергетиков, далее в направлении улицы Передовиков, Ириновского проспекта, шоссе Революции, Индустриального проспекта и заканчивается в районе улицы Потапова.
В марте 2021 года первый этап Охтинского коллектора был введен в эксплуатацию. В рамках второго этапа планируется строительство коллектора от шахты 645/1 до Челябинской улицы. На третьем этапе будет построен канализационный коллектор от новой застройки «Охтинский берег».

## Мосты через Охту (в границах Санкт-Петербурга)
- Челябинский мост
- Беляевский мост
- Капсюльный мост
- Охтинская плотина (Плотина Коммунаров)
- Большой Ильинский мост
- Армашёвский мост
- Индустриальный мост
- Объездной мост
- Ириновский мост
- Мост Энергетиков
- Мост Шаумяна
- Мост «Красный Судостроитель»[17]
- Комаровский мост
- Малоохтинский мост